# Erling Haaland
Pour les articles homonymes, voir Haaland.
Erling Haaland, né Håland le 21 juillet 2000 à Leeds (Angleterre), est un footballeur international norvégien qui évolue au poste d'avant-centre à Manchester City.
Fils du footballeur Alf-Inge Håland, Erling Haaland est formé au Bryne FK, club dans lequel il fait ses débuts professionnels en 2016. Lors de la saison suivante, il rejoint le Molde FK où, après une année d'adaptation, il découvre la Ligue Europa. En janvier 2019, il rejoint le club autrichien du RB Salzbourg. Durant la première moitié de l'exercice 2019-2020, il marque plus d'un but par match, alors qu'il découvre la Ligue des champions. À la mi-saison, il s'engage avec le Borussia Dortmund, et continue sur la même lancée. Le Norvégien évolue avec le club allemand jusqu'à la période estivale de 2022 avant de rejoindre un club qui évolue en Premier League : Manchester City.
Avec la Norvège, il débute en équipe nationale avec les moins de 15 ans en 2015, et passe dans chaque sélection norvégienne de jeunes. L'attaquant participe au championnat d'Europe des moins de 17 ans 2017, puis au championnat d'Europe des moins de 19 ans 2018, avant de terminer meilleur buteur de la Coupe du monde des moins de 20 ans 2019. Cette même année, il débute en équipe de Norvège A. Depuis le 10 octobre 2024, il est le meilleur buteur de la sélection nationale.

## Biographie

### Naissance et patronyme
Erling Braut Haaland est le fils d'Alf-Inge Håland, footballeur professionnel norvégien passé par Nottingham Forest, Leeds United et Manchester City et de Gry Marita Braut, une ancienne heptathlète. Né Erling Braut Håland, il a fait changer à l’état civil norvégien la graphie officielle de son nom de famille en 2018 lors de sa signature avec le club autrichien de Salzbourg.

### Carrière en club

#### Bryne FK
Formé au centre de formation du Bryne FK, Haaland dispute les saisons 2015 et 2016 avec la réserve du club en quatrième division norvégienne, où il se démarque en inscrivant 18 buts en 14 rencontres. Ces performances lui valent de faire ses débuts en équipe première le 12 mai 2016 à l'âge de 15 ans à l'occasion d'un match de deuxième division contre Ranheim. Il dispute seize matchs pour sa première saison professionnelle, principalement en tant que remplaçant, n'inscrivant cependant aucun but tandis que le club est finalement relégué au terme de l'exercice. Cette période le voit par ailleurs effectuer un essai avec l'équipe allemande du TSG Hoffenheim, qui reste cependant sans suite.

#### Molde FK

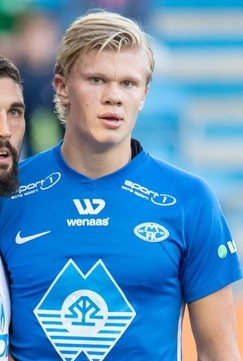
Erling Haaland sous les couleurs du Molde FK (2018).

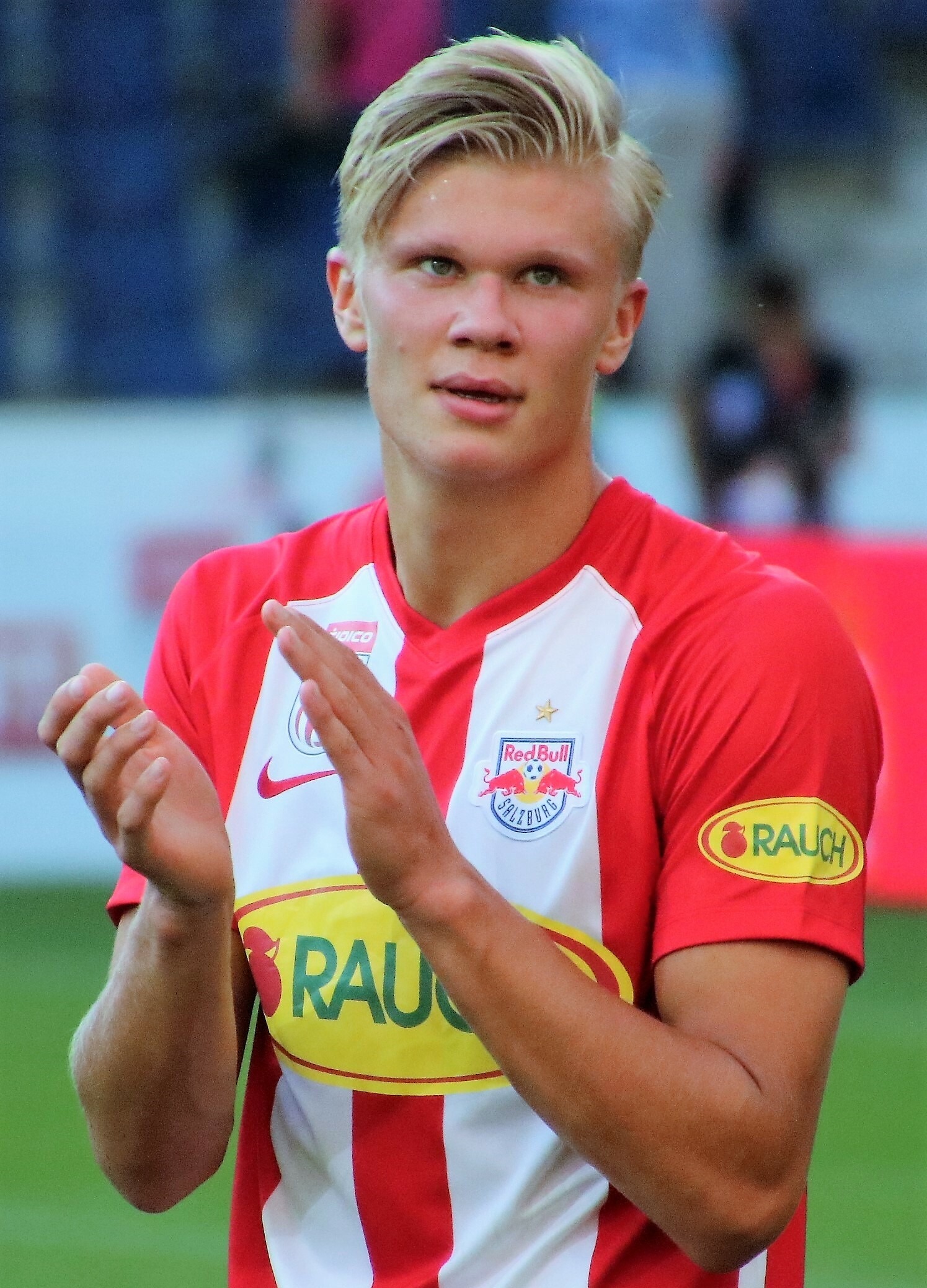
Erling Haaland sous le maillot du Red Bull Salzbourg lors d'un match contre le SV Mattersburg (2019).

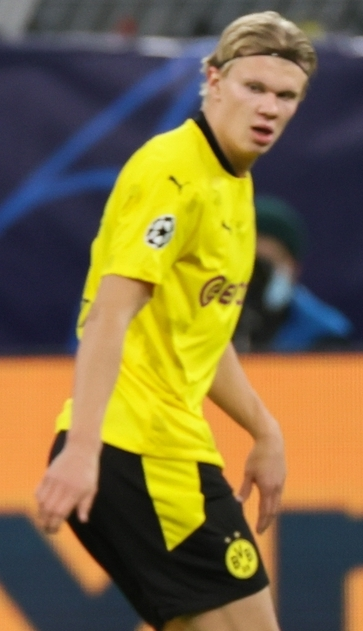
Erling Haaland avec le Borussia Dortmund en Ligue des champions (2020).

Convoité par plusieurs équipes de la première division norvégienne, Haaland s'engage finalement en faveur du Molde FK le 1er février 2017.
Il fait ses débuts sous ses nouvelles couleurs à l'occasion d'un match de Coupe de Norvège face au Volda TI le 26 avril suivant, contre qui il inscrit son premier but professionnel tandis que les siens l'emportent 3-2. Inutilisé lors des premières journées du championnat, il dispute finalement son premier match dans la compétition le 4 juin face au Sarpsborg 08 lors de la dixième journée. Il est par la suite utilisé plus régulièrement, principalement en tant que remplaçant et inscrit son premier but en championnat contre Tromsø le 6 août 2017, permettant aux siens de l'emporter 2-1. Également buteur à nouveau contre Kristiansund en coupe et le Viking FK en championnat, il termine la saison avec quatre buts marqués en vingt matchs.
Jouant de plus en plus souvent au cours de l'exercice 2018, Haaland connaît notamment une période estivale remarquée qui le voit inscrire un quadruplé contre le SK Brann, alors leader invaincu du championnat, le 1er juillet avant d'enchaîner sur un doublé face à Vålerenga la semaine suivante. Cette forme se poursuit au niveau continental lors des phases qualificatives de la Ligue Europa 2018-2019 lors desquelles il marque quatre buts, incluant un doublé contre Hibernian le 16 août. Il termine finalement la saison avec un total de seize buts inscrits en trente rencontres jouées, dont 12 en championnat dans lequel il termine troisième meilleur buteur.

#### Red Bull Salzbourg
Son transfert dans le club autrichien du Red Bull Salzbourg pour une durée de cinq ans est annoncé dès le 19 août 2018, mais ne prend effet qu'à partir du 1er janvier 2019, car le championnat norvégien se joue sur l'année civile et se termine donc en novembre.
Haaland y fait ses débuts le 17 février 2019 en Coupe d'Autriche face à Wiener Neustadt puis en championnat une semaine plus tard contre le Rapid Vienne. Il dispute en tout cinq matchs lors de la deuxième partie de la saison 2018-2019, jouant également le match retour des huitièmes de finale de la Ligue Europa contre Naples et inscrivant son premier et unique but de l'exercice face au LASK le 12 mai. Il prend également part au parcours de l'équipe en coupe, disputant le quart puis la demi-finale, mais n'étant cependant pas retenu pour la finale remportée par les siens.
Démarrant la saison 2019-2020 par un triplé en coupe contre Parndorf, il réalise également un début d'exercice remarqué en championnat en marquant onze buts lors de ses sept premières rencontres, incluant deux triplés contre le Wolfsberger AC et le TSV Hartberg,. Pour ses débuts en Ligue des champions le 17 septembre 2019, il inscrit un triplé face au KRC Genk lors de la victoire des siens 6-2 en phase de groupes.
Erling Haaland est élu joueur de l'année 2019 en Autriche.

#### Borussia Dortmund

##### Première saison
Le 29 décembre 2019, le Borussia Dortmund officialise le transfert d'Erling Haaland. Ce dernier rejoint le club allemand pour quatre saisons, un an seulement après avoir rejoint le Red Bull Salzbourg. Le 18 janvier 2020, il joue son premier match sous le maillot du Borussia contre le FC Augsbourg. Entré en jeu à la 56e minute alors que son équipe est menée 3-1, Haaland inscrit un triplé en l'espace de vingt-trois minutes et participe à l'emporter 3-5. Il récidive la semaine suivante en inscrivant un doublé, parachevant la victoire des siens face au FC Cologne (5-1). Erling Haaland est élu Player of the month et Rookie of the month pour le mois de janvier 2020 en Bundesliga. Le 1er février 2020, l’attaquant norvégien inscrit un nouveau doublé face à l'Union Berlin (5-0). Il en est alors à sept buts pour ses trois matchs allemands, à seulement 19 ans. Cela fait de lui le premier joueur à marquer sept buts en trois matchs pour le Borussia Dortmund. Il est également le seul joueur de l’histoire de la Bundesliga à avoir marqué lors de ses sept premiers tirs cadrés.
Le 4 février 2020, Erling Haaland continue sa série en marquant une nouvelle fois contre le Werder Brême en Coupe d'Allemagne (huit buts en quatre matchs). Le 14 février 2020, Haaland marque à nouveau lors de la victoire 4-0 contre l'Eintracht Francfort. Le 18 février, il réalise un doublé lors du huitième de finale aller de la Ligue des champions contre le Paris Saint-Germain pour un succès 2-1 à domicile dont il est élu homme du match. Quelques jours plus tard, il est reconnu joueur de la semaine Ligue des champions. Erling Haaland est de nouveau élu Rookie of the month pour le mois de février 2020 en Bundesliga.
Le 16 mai, pour la reprise de la Bundesliga à la suite de l'arrêt du championnat pour cause de pandémie de Covid-19, il inscrit son dixième but dans la compétition lors du Derby de la Ruhr (4-0). Quelques jours plus tard, face au Bayern Munich, il sort blessé à la suite d'une collision avec l'arbitre de la rencontre. Après deux matchs ratés à cause de cette blessure, Erling Haaland fait gagner son équipe dans les tout derniers instants de la rencontre face au Fortuna Düsseldorf en marquant le but victorieux de la tête (1-0).

##### Deuxième saison: coupe nationale et performances notables en C1
Le 21 novembre 2020, Haaland est élu Golden Boy par le quotidien italien Tuttosport. Le même jour, il inscrit le premier quadruplé de sa carrière en Bundesliga lors d'une victoire 5 buts à 2 sur le terrain du Hertha Berlin. Alors qu'il est l'auteur d'un début de saison 2020-2021 impressionnant avec Dortmund (17 buts en 14 matchs toutes compétitions confondues) il se blesse début décembre et est absent jusqu'en janvier.
De retour de blessure, il marque tout de même un doublé contre le RB Leipzig et permet ainsi à Dortmund de l'emporter 3-1 pour le compte de la 15e journée de la saison 2020-2021 de Bundesliga. Lors de la 18e journée de Bundesliga, il inscrit à nouveau un doublé, les deux fois servi par Jadon Sancho, mais ne peut empêcher la défaite de son équipe contre le Borussia Mönchengladbach (4-2). Le 9 mars 2021, lors du match nul entre son club et le Séville FC (2-2), il devient le plus jeune joueur à atteindre les 20 buts en Ligue des Champions, et cela en seulement 14 rencontres, soit dix de moins qu'Harry Kane, précédent détenteur du record. Avec le BVB, il atteint la finale de la coupe d'Allemagne en 2021, se déroulant le 13 mai 2021, face au RB Leipzig, et lors de laquelle il est titulaire. Il se fait remarquer en réalisant un doublé, contribuant à la victoire des Noir et Jaune par quatre buts à un. Il s'agit donc de son premier trophée remporté avec Dortmund.
Le 26 août 2021, il est élu meilleur attaquant de la saison 2020-2021 de la Ligue des champions.

##### Continuité avant le départ d'Allemagne
Haaland entame la saison 2021-2022 par un doublé dès la première journée face à l'Eintracht Francfort le 14 août 2021. Il est également l'auteur de trois passes décisives ce jour-là, étant alors impliqué sur la totalité des buts de son équipe, qui s'impose par cinq buts à deux.
Le 30 avril 2022, Haaland réalise un triplé en championnat contre le VfL Bochum. Son équipe s'incline toutefois à domicile par quatre buts à trois.

#### Manchester City

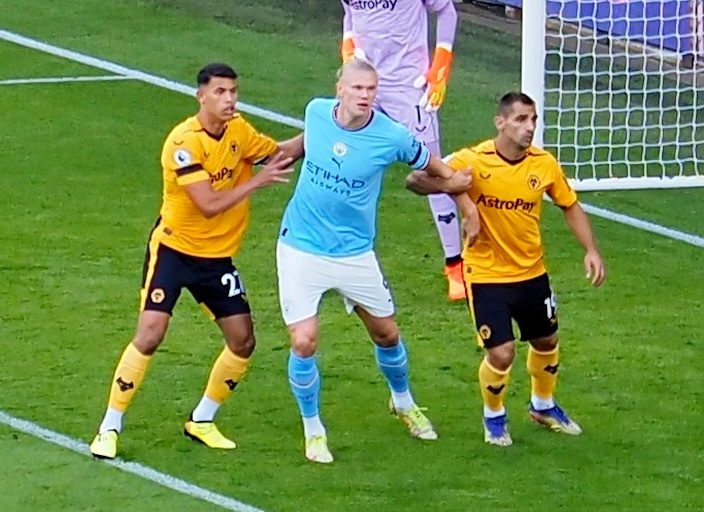
Erling Haaland sous le maillot de Manchester City face à Wolverhampton Wanderers lors d'un match de Premier League (2022).

En mai 2022, Manchester City annonce avoir conclu un accord avec le Borussia Dortmund pour le rachat du contrat de l'attaquant norvégien, après avoir activé sa clause libératoire de 60 millions d'euros.
Le transfert est définitivement conclu le 13 juin 2022, et Erling Haaland rejoint officiellement le club le 1er juillet 2022. Son père, Alf-Inge Håland, avait également rejoint le club un 13 juin, vingt-deux ans auparavant. La vidéo d'annonce du transfert publiée par Manchester City fait écho à une célèbre photo du joueur, encore enfant, assis sur un canapé et vêtu d'un maillot du club de la saison 2008-2009.
Pour ses débuts sur les terrains avec son nouveau club, il marque d'entrée les esprits et établit un nouveau record. En effet, il réalise deux triplés lors de ses cinq premiers matchs, un contre Crystal Palace le 27 août 2022 et un autre contre Nottingham Forest quatre jours plus tard, et inscrit déjà neuf buts en seulement cinq rencontres, du jamais vu en Premier League. Il bat ainsi le record de la légende de Manchester City Sergio Agüero et du joueur de Newcastle United Micky Quinn, qui avaient réussi à marquer à huit reprises lors de leurs cinq premières rencontres de championnat d'Angleterre.
Le 6 septembre, lors de son premier match de Ligue des champions sous ses nouvelles couleurs, il marque un doublé contre le Séville FC au Stade Ramón Sánchez Pizjuán et devient alors le tout premier joueur à marquer 25 buts en seulement 20 rencontres de la plus prestigieuse des compétitions européennes.
Le 2 octobre, Erling Haaland marque de nouveau un triplé et délivre deux passes décisives pour son premier derby de Manchester. Il avait auparavant déclaré que la confrontation contre Manchester United était un match qu'il attendait impatiemment car son père, Alf-Inge, avait dû mettre fin à sa carrière peu après un derby mancunien, en 2001, durant lequel Roy Keane avait très gravement blessé le Norvégien au genou avec un tacle extrêmement violent. Il devient le joueur le plus rapide à inscrire trois triplés dans l'histoire de la Premier League, réussissant cet exploit en seulement 8 matchs alors que le record précédemment détenu par Michael Owen était de 48 matchs. Il devient par ailleurs le premier joueur du championnat anglais à inscrire trois triplés de suite à domicile.
Le 3 mai 2023, il entre dans l'histoire de la Premier League en battant le record de buts en une saison de Alan Shearer qui lui avait marqué 34 buts.
Le 27 mai 2023, pour sa première saison en Premier League, il est élu meilleur joueur et meilleur jeune de la saison,,.
Le 31 août 2023, Erling Haaland est élu Joueur de l'année par l'Union des associations européennes de football (UEFA), succédant ainsi à Karim Benzema, le Ballon d'or 2022,.
Haaland commence la saison 2023-2024 en réalisant un doublé dès la première journée de Premier League, face au Burnley FC. Titulaire, il participe à la victoire de son équipe par trois buts à zéro.
Le 30 octobre 2023, il remporte le Trophée Gerd Müller, succédant ainsi à Robert Lewandowski. Erling Haaland arrive à la 2e place du Ballon d'or 2023. Le 4 décembre 2023, lors des Golden Boy Awards, Erling Haaland remporte le trophée du Golden Player récompensant le meilleur joueur de la saison. Le 14 décembre 2023, Erling Haaland est nommé avec Lionel Messi et Kylian Mbappé pour le titre de joueur de l'année de la FIFA en 2023.
Le 22 septembre 2024, il marque son centième but (en 105 matchs) sous les couleurs de Manchester City, lors d'une rencontre de Premier League contre Arsenal. Titulaire, il ouvre le score mais les deux équipes se neutralisent (2-2, score final),. À cette occasion, il égale le record de Cristiano Ronaldo avec le Real Madrid qui lui aussi avait inscrit 100 buts en 105 matchs,.
Le 17 janvier 2025, alors que son contrat courait jusqu'en 2027 avec Manchester City, il prolonge ce dernier de sept années supplémentaires, soit jusqu'en 2034,,.

### Carrière en sélection nationale

#### Équipes juniors
Avec les moins de 17 ans, Erling Haaland est l'auteur d'un doublé contre l'équipe d'Israël, lors des éliminatoires du championnat d'Europe des moins de 17 ans 2017. La Norvège réussit à se qualifier pour la phase finale du tournoi organisée en Croatie. Lors de la phase finale, il joue les trois matchs disputés par son équipe, avec pour résultats deux défaites et un nul.
Par la suite, avec les moins de 19 ans, il inscrit neuf buts lors des éliminatoires du championnat d'Europe des moins de 19 ans 2018. Il inscrit notamment un triplé contre l'Écosse, et deux doublés, contre l'Albanie et l'Allemagne. La Norvège réussit une nouvelle fois à se qualifier pour la phase finale du tournoi, organisée cette fois-ci en Finlande. Lors de la phase finale, il joue les trois matchs disputés par son équipe. Il se met de nouveau en évidence en inscrivant un but face à l'Italie.
Avec les moins de 20 ans, il réussit l'exploit d'inscrire neuf buts en un seul match, lors d'une victoire 12-0 face au Honduras, à l'occasion du premier tour de la Coupe du monde des moins de 20 ans 2019. Avec une seule victoire et deux défaites, la Norvège est cependant éliminée dès la phase de groupes, toutefois Haaland termine meilleur buteur de la compétition grâce à ses neuf buts.
Avec les espoirs norvégiens, il délivre une passe décisive face à l'Allemagne, le 12 octobre 2019 (défaite, 2-1). Ce match rentre dans le cadre des éliminatoires de l'Euro espoirs 2019.

#### En équipe A
Étant né à Leeds, Erling Haaland aurait pu représenter l'Angleterre. Cependant, il a toujours clamé vouloir jouer pour la Norvège et c’est bien avec cette dernière que le 5 septembre 2019, il honore sa première sélection en étant titularisé lors d'une rencontre face à Malte rentrant dans le cadre des éliminatoires de l'Euro 2020 (victoire, 2-0).
Le 4 septembre 2020, presque un an après avoir été sélectionné pour la première fois avec la Norvège, il inscrit son premier but avec la sélection norvégienne face à l'Autriche dans le groupe B de Ligue des nations. Ce qui ne suffit pas à son équipe, qui s'incline ce jour-là (défaite, 1-2). Trois jours plus tard, dans cette même compétition, il inscrit son premier doublé contre l'Irlande du Nord et notamment une superbe reprise de volée, dans une rencontre remportée par les siens sur le score de cinq buts à un (victoire, 5-1). Le 11 octobre 2020, dans le cadre de la Ligue des nations, il inscrit son premier triplé avec sa sélection contre la Roumanie, contribuant grandement à la victoire de son équipe, qui s'impose par quatre buts à zéro (victoire, 4-0).
Le 10 octobre 2024, Erling Haaland inscrit un doublé contre Slovénie et devient par la même occasion le meilleur buteur de l'équipe de Norvège avec 34 buts inscrits,. Le précédent record était détenu par Jørgen Juve, dont le dernier des 33 buts avec la Norvège avait été inscrit en 1934,.

## En dehors du football

### Vie privée et méditation
Erling est le fils d'Alf-Inge Håland et est né à Leeds, où son père jouait à l'époque. Erling Haaland déclare notamment supporter le Leeds United, avec qui il « rêve de gagner la Premier League » un jour. Il est également le cousin de Jonatan Braut Brunes et d'Emma Braut Brunes, ainsi que d'Albert Tjåland (en). Tous les trois sont footballeurs professionnels.
Erling Haaland est un fervent pratiquant de la méditation, ce à quoi il rend notamment hommage en célébrant ses buts avec une Siddhasana.

### Jeux vidéos et musique
En 2016, Erling Haaland publie sur le site web YouTube la chanson « Kygo Jo » avec Erik Botheim et Erik Tobias Sandberg (en). La vidéo dépasse lors de l'année 2020 les 5 millions de vues et 150 000 « j'aime ».
En 2024, le studio finlandais Supercell annonce l'apparition d'Erling Haaland dans le jeu Clash of Clans. Le joueur sera en effet au coeur d'une saison sur le thème du football, où il apparaîtra en tant que skin.

## Statistiques

### Par saison
| Saison                | Club                  | Championnat           | Championnat | Championnat | Championnat | Coupe nationale | Coupe nationale | Coupe nationale | Coupe de la Ligue | Coupe de la Ligue | Coupe de la Ligue | Supercoupe | Supercoupe | Supercoupe | Compétition(s) continentale(s) | Compétition(s) continentale(s) | Compétition(s) continentale(s) | Compétition(s) continentale(s) | Supercoupe UEFA | Supercoupe UEFA | Supercoupe UEFA | Coupe du monde des clubs | Coupe du monde des clubs | Coupe du monde des clubs | Norvège | Norvège | Norvège | Total | Total | Total |
| Saison                | Club                  | Division              | M.          | B.          | P.d.        | M.              | B.              | P.d.            | M.                | B.                | P.d.              | M.         | B.         | P.d.       | Comp.                          | M.                             | B.                             | P.d.                           | M.              | B.              | P.d.            | M.                       | B.                       | P.d.                     | M.      | B.      | P.d.    | M.    | B.    | P.d.  |
| 2016                  | Bryne FK              | 1. divisjon           | 16          | 0           | 0           | -               | -               | -               | -                 | -                 | -                 | -          | -          | -          | -                              | -                              | -                              | -                              | -               | -               | -               | -                        | -                        | -                        | -       | -       | -       | 16    | 0     | 0     |
| 2017                  | Molde FK              | Eliteserien           | 14          | 2           | 1           | 6               | 2               | 0               | -                 | -                 | -                 | -          | -          | -          | -                              | -                              | -                              | -                              | -               | -               | -               | -                        | -                        | -                        | -       | -       | -       | 20    | 4     | 1     |
| 2018                  | Molde FK              | Eliteserien           | 25          | 12          | 4           | -               | -               | -               | -                 | -                 | -                 | -          | -          | -          | C3                             | 5                              | 4                              | 1                              | -               | -               | -               | -                        | -                        | -                        | -       | -       | -       | 30    | 16    | 5     |
| Sous-total            | Sous-total            | Sous-total            | 39          | 14          | 5           | 6               | 2               | 0               | -                 | -                 | -                 | -          | -          | -          | -                              | 5                              | 4                              | 1                              | -               | -               | -               | -                        | -                        | -                        | -       | -       | -       | 50    | 20    | 6     |
| 2018-2019             | Red Bull Salzbourg    | Bundesliga            | 2           | 1           | 0           | 2               | 0               | 0               | -                 | -                 | -                 | -          | -          | -          | C3                             | 1                              | 0                              | 0                              | -               | -               | -               | -                        | -                        | -                        | -       | -       | -       | 5     | 1     | 0     |
| 2019-2020             | Red Bull Salzbourg    | Bundesliga            | 14          | 16          | 4           | 2               | 4               | 0               | -                 | -                 | -                 | -          | -          | -          | C1                             | 6                              | 8                              | 1                              | -               | -               | -               | -                        | -                        | -                        | 2       | 0       | 0       | 24    | 28    | 5     |
| Sous-total            | Sous-total            | Sous-total            | 16          | 17          | 4           | 4               | 4               | 0               | -                 | -                 | -                 | -          | -          | -          | -                              | 7                              | 8                              | 1                              | -               | -               | -               | -                        | -                        | -                        | 2       | 0       | 0       | 29    | 29    | 5     |
| 2019-2020             | Borussia Dortmund     | Bundesliga            | 15          | 13          | 2           | 1               | 1               | 0               | -                 | -                 | -                 | -          | -          | -          | C1                             | 2                              | 2                              | 0                              | -               | -               | -               | -                        | -                        | -                        | -       | -       | -       | 18    | 16    | 2     |
| 2020-2021             | Borussia Dortmund     | Bundesliga            | 28          | 27          | 6           | 4               | 3               | 1               | -                 | -                 | -                 | 1          | 1          | 1          | C1                             | 8                              | 10                             | 2                              | -               | -               | -               | -                        | -                        | -                        | 10      | 7       | 1       | 51    | 48    | 11    |
| 2021-2022             | Borussia Dortmund     | Bundesliga            | 24          | 22          | 7           | 2               | 4               | 0               | -                 | -                 | -                 | 1          | 0          | 0          | C1                             | 3                              | 3                              | 0                              | -               | -               | -               | -                        | -                        | -                        | 9       | 13      | 2       | 39    | 42    | 9     |
| Sous-total            | Sous-total            | Sous-total            | 67          | 62          | 15          | 7               | 8               | 1               | -                 | -                 | -                 | 2          | 1          | 1          | -                              | 13                             | 15                             | 2                              | -               | -               | -               | -                        | -                        | -                        | 19      | 20      | 3       | 108   | 106   | 22    |
| 2022-2023             | Manchester City       | Premier League        | 35          | 36          | 8           | 4               | 3               | 0               | 2                 | 1                 | 0                 | 1          | 0          | 0          | C1                             | 11                             | 12                             | 1                              | -               | -               | -               | -                        | -                        | -                        | 4       | 4       | 1       | 57    | 56    | 10    |
| 2023-2024             | Manchester City       | Premier League        | 31          | 27          | 5           | 3               | 5               | 0               | -                 | -                 | -                 | 1          | 0          | 0          | C1                             | 9                              | 6                              | 1                              | 1               | 0               | 0               | -                        | -                        | -                        | 8       | 7       | 0       | 53    | 45    | 6     |
| 2024-2025             | Manchester City       | Premier League        | 31          | 22          | 3           | 3               | 1               | 1               | -                 | -                 | -                 | 1          | 0          | 0          | C1                             | 9                              | 8                              | 0                              | -               | -               | -               | 4                        | 3                        | 1                        | 10      | 11      | 1       | 58    | 45    | 6     |
| 2025-2026             | Manchester City       | Premier League        | 1           | 2           | 0           | -               | -               | -               | -                 | -                 | -                 | -          | -          | -          | C1                             | -                              | -                              | -                              | -               | -               | -               | -                        | -                        | -                        | -       | -       | -       | 1     | 2     | 0     |
| Sous-total            | Sous-total            | Sous-total            | 98          | 87          | 16          | 10              | 9               | 1               | 2                 | 1                 | 0                 | 3          | 0          | 0          | -                              | 29                             | 26                             | 2                              | 1               | 0               | 0               | 4                        | 3                        | 1                        | 22      | 22      | 2       | 169   | 148   | 22    |
| Total sur la carrière | Total sur la carrière | Total sur la carrière | 236         | 180         | 40          | 27              | 23              | 2               | 2                 | 1                 | 0                 | 5          | 1          | 1          | -                              | 54                             | 53                             | 6                              | 1               | 0               | 0               | 4                        | 3                        | 1                        | 43      | 42      | 5       | 372   | 303   | 55    |

### Buts internationaux
| Pied droit | Pied gauche | Tête | Pénalty | Coup franc | Total   |
| ---------- | ----------- | ---- | ------- | ---------- | ------- |
| 6          | 24          | 5    | 5       | 0          | 40 buts |

| But                                                                   | Date               | Sél. | Lieu                                      | Adversaire      | Score | Résultats | Type de but | Détails | Compétition                       |
| --------------------------------------------------------------------- | ------------------ | ---- | ----------------------------------------- | --------------- | ----- | --------- | ----------- | ------- | --------------------------------- |
| 1er                                                                   | 4 septembre 2020   | 3e   | Ullevaal Stadion, Oslo, Norvège           | Autriche        | 1-2   | 1-2       | Pied gauche | 66e     | Ligue des nations 2020-2021       |
| 2e                                                                    | 7 septembre 2020   | 4e   | Windsor Park, Belfast, Irlande du Nord    | Irlande du Nord | 1-2   | 1-5       | Pied gauche | 7e      | Ligue des nations 2020-2021       |
| 3e                                                                    | 7 septembre 2020   | 4e   | Windsor Park, Belfast, Irlande du Nord    | Irlande du Nord | 1-5   | 1-5       | Pied gauche | 58e     | Ligue des nations 2020-2021       |
| 4e                                                                    | 11 octobre 2020    | 6e   | Ullevaal Stadion, Oslo, Norvège           | Roumanie        | 1-0   | 4-0       | Pied gauche | 13e     | Ligue des nations 2020-2021       |
| 5e                                                                    | 11 octobre 2020    | 6e   | Ullevaal Stadion, Oslo, Norvège           | Roumanie        | 3-0   | 4-0       | Pied gauche | 64e     | Ligue des nations 2020-2021       |
| 6e                                                                    | 11 octobre 2020    | 6e   | Ullevaal Stadion, Oslo, Norvège           | Roumanie        | 4-0   | 4-0       | Pied gauche | 74e     | Ligue des nations 2020-2021       |
| 7e                                                                    | 2 juin 2021        | 11e  | Stade de La Rosaleda, Málaga, Espagne     | Luxembourg      | 1-0   | 1-0       | Pied gauche | 90+2e   | Match amical                      |
| 8e                                                                    | 1er septembre 2021 | 13e  | Ullevaal Stadion, Oslo, Norvège           | Pays-Bas        | 1-0   | 1-1       | Pied gauche | 20e     | Éliminatoires Coupe du monde 2022 |
| 9e                                                                    | 4 septembre 2021   | 14e  | Stade Daugava, Riga, Lettonie             | Lettonie        | 1-0   | 2-0       | Penalty     | 20e     | Éliminatoires Coupe du monde 2022 |
| 10e                                                                   | 7 septembre 2021   | 15e  | Ullevaal Stadion, Oslo, Norvège           | Gibraltar       | 2-0   | 5-1       | Pied gauche | 27e     | Éliminatoires Coupe du monde 2022 |
| 11e                                                                   | 7 septembre 2021   | 15e  | Ullevaal Stadion, Oslo, Norvège           | Gibraltar       | 3-0   | 5-1       | Pied gauche | 39e     | Éliminatoires Coupe du monde 2022 |
| 12e                                                                   | 7 septembre 2021   | 15e  | Ullevaal Stadion, Oslo, Norvège           | Gibraltar       | 5-1   | 5-1       | Pied droit  | 90+1e   | Éliminatoires Coupe du monde 2022 |
| 13e                                                                   | 25 mars 2022       | 16e  | Ullevaal Stadion, Oslo, Norvège           | Slovaquie       | 1-0   | 2-0       | Pied gauche | 77e     | Match amical                      |
| 14e                                                                   | 29 mars 2022       | 17e  | Ullevaal Stadion, Oslo, Norvège           | Arménie         | 1-0   | 9-0       | Pied gauche | 24e     | Match amical                      |
| 15e                                                                   | 29 mars 2022       | 17e  | Ullevaal Stadion, Oslo, Norvège           | Arménie         | 5-0   | 9-0       | Pied gauche | 45+1e   | Match amical                      |
| 16e                                                                   | 2 juin 2022        | 18e  | Stade de l'Étoile rouge, Belgrade, Serbie | Serbie          | 0-1   | 0-1       | Pied gauche | 26e     | Ligue des nations 2022-2023       |
| 17e                                                                   | 5 juin 2022        | 19e  | Friends Arena, Solna, Suède               | Suède           | 0-1   | 1-2       | Penalty     | 19e     | Ligue des nations 2022-2023       |
| 18e                                                                   | 5 juin 2022        | 19e  | Friends Arena, Solna, Suède               | Suède           | 0-2   | 1-2       | Pied droit  | 69e     | Ligue des nations 2022-2023       |
| 19e                                                                   | 12 juin 2022       | 21e  | Ullevaal Stadion, Oslo, Norvège           | Suède           | 1-0   | 3-2       | Tête        | 10e     | Ligue des nations 2022-2023       |
| 20e                                                                   | 12 juin 2022       | 21e  | Ullevaal Stadion, Oslo, Norvège           | Suède           | 2-0   | 3-2       | Penalty     | 60e     | Ligue des nations 2022-2023       |
| 21e                                                                   | 24 septembre 2022  | 22e  | Stadion Stožice, Ljubljana, Slovénie      | Slovénie        | 0-1   | 2-1       | Pied droit  | 47e     | Ligue des nations 2022-2023       |
| 22e                                                                   | 17 juin 2023       | 24e  | Ullevaal Stadion, Oslo, Norvège           | Écosse          | 1-0   | 1-2       | Penalty     | 61e     | Éliminatoires Euro 2024           |
| 23e                                                                   | 20 juin 2023       | 25e  | Ullevaal Stadion, Oslo, Norvège           | Chypre          | 2-0   | 3-1       | Penalty     | 56e     | Éliminatoires Euro 2024           |
| 24e                                                                   | 20 juin 2023       | 25e  | Ullevaal Stadion, Oslo, Norvège           | Chypre          | 3-0   | 3-1       | Pied gauche | 60e     | Éliminatoires Euro 2024           |
| 25e                                                                   | 12 septembre 2023  | 26e  | Ullevaal Stadion, Oslo, Norvège           | Géorgie         | 1-0   | 2-1       | Tête        | 25e     | Match amical                      |
| 26e                                                                   | 12 octobre 2023    | 27e  | AEK Arena (en), Larnaca, Chypre           | Chypre          | 2-0   | 0-4       | Pied gauche | 65e     | Éliminatoires Euro 2024           |
| 27e                                                                   | 12 octobre 2023    | 27e  | AEK Arena (en), Larnaca, Chypre           | Chypre          | 3-0   | 0-4       | Tête        | 72e     | Éliminatoires Euro 2024           |
| 28e                                                                   | 5 juin 2024        | 32e  | Ullevaal Stadion, Oslo, Norvège           | Kosovo          | 1-0   | 3-0       | Tête        | 15e     | Match amical                      |
| 29e                                                                   | 5 juin 2024        | 32e  | Ullevaal Stadion, Oslo, Norvège           | Kosovo          | 2-0   | 3-0       | Pied gauche | 70e     | Match amical                      |
| 30e                                                                   | 5 juin 2024        | 32e  | Ullevaal Stadion, Oslo, Norvège           | Kosovo          | 3-0   | 3-0       | Pied gauche | 75e     | Match amical                      |
| 31e                                                                   | 8 juin 2024        | 33e  | Brøndby Stadion, Brøndby, Danemark        | Danemark        | 2-1   | 3-1       | Pied gauche | 72e     | Match amical                      |
| 32e                                                                   | 9 septembre 2024   | 35e  | Ullevaal Stadion, Oslo, Norvège           | Autriche        | 2-1   | 2-1       | Pied gauche | 80e     | Ligue des nations 2024-2025       |
| 33e                                                                   | 10 octobre 2024    | 36e  | Ullevaal Stadion, Oslo, Norvège           | Slovénie        | 1-0   | 3-0       | Pied droit  | 7e      | Ligue des nations 2024-2025       |
| 34e                                                                   | 10 octobre 2024    | 36e  | Ullevaal Stadion, Oslo, Norvège           | Slovénie        | 3-0   | 3-0       | Pied gauche | 62e     | Ligue des nations 2024-2025       |
| 35e                                                                   | 14 novembre 2024   | 38e  | Stadion Stožice, Ljubljana, Slovénie      | Slovénie        | 1-2   | 1-4       | Pied gauche | 45e     | Ligue des nations 2024-2025       |
| 36e                                                                   | 17 novembre 2024   | 39e  | Ullevaal Stadion, Oslo, Norvège           | Kazakhstan      | 1-0   | 5-0       | Pied droit  | 23e     | Ligue des nations 2024-2025       |
| 37e                                                                   | 17 novembre 2024   | 39e  | Ullevaal Stadion, Oslo, Norvège           | Kazakhstan      | 2-0   | 5-0       | Tête        | 37e     | Ligue des nations 2024-2025       |
| 38e                                                                   | 17 novembre 2024   | 39e  | Ullevaal Stadion, Oslo, Norvège           | Kazakhstan      | 4-0   | 5-0       | Pied droit  | 71e     | Ligue des nations 2024-2025       |
| 39e                                                                   | 22 mars 2025       | 40e  | Stade Zimbru, Chișinău, Moldavie          | Moldavie        | 0-2   | 0-5       | Pied gauche | 23e     | Éliminatoires Coupe du Monde 2026 |
| 40e                                                                   | 25 mars 2025       | 41e  | Nagyerdei Stadion, Debrecen, Hongrie      | Israël          | 1-4   | 2-4       | Pied gauche | 83e     | Éliminatoires Coupe du Monde 2026 |
| Total : 40 buts inscrits en 41 sélections depuis le 4 septembre 2020. |                    |      |                                           |                 |       |           |             |         |                                   |

## Palmarès
Erling Haaland a remporté 10 titres au total, 10 en club.

### En club
| Red Bull Salzbourg (2) :                                                                       | Borussia Dortmund (1) : | Manchester City (7) |
| ---------------------------------------------------------------------------------------------- | --- | --- |
| - Championnat d'Autriche (1) : - Champion : 2019. - Coupe d'Autriche (1) : - Vainqueur : 2019. | - Championnat d'Allemagne : - Vice-champion : 2020 et 2022. - Coupe d'Allemagne (1) : - Vainqueur : 2021. - Supercoupe d'Allemagne : - Finaliste : 2020 et 2021. | - Ligue des champions (1) : - Vainqueur : 2023. - Supercoupe de l'UEFA (1) : - Vainqueur : 2023. - Coupe du monde des clubs (1) : - Vainqueur : 2023 - Championnat d'Angleterre (2) : - Champion : 2023 et 2024. - Coupe d'Angleterre (1) : - Vainqueur : 2023. - Finaliste : 2024. - Community Shield (1) : - Vainqueur : 2024. - Finaliste : 2022 et 2023. |

## Distinctions

### Distinctions individuelles
La liste ci-dessous regroupe l'ensemble des distinctions individuelles de Haaland par année civile :

## Sponsor
Depuis son plus jeune âge, Erling Haaland porte des chaussures de foot de la marque Nike. Quelques jours après son arrivée au Borussia Dortmund, le site internet The Atletic explique comment Puma aurait joué un rôle clé dans sa venue dans le club allemand. Une période durant laquelle le Norvégien joue avec des chaussures sur lesquelles il masque le logo de Nike. Quelque temps après, il reportera les chaussures Nike classique.